# ریتا مری
ریتا مری (مجاری: Méry Rita؛ زادهٔ ۲۲ اوت ۱۹۸۴) بازیکن فوتبال اهل مجارستان است.
وی همچنین در تیم ملی فوتبال زنان مجارستان بازی کرده‌است.